# リストカット
リストカットは、カッターナイフなどの刃物を用いて主に手首を傷つける自傷行為である。リスカと略される。
腕を傷つけるアームカットや脚を傷つけるレッグカットという言葉も存在し、それぞれアムカ、レグカと略される。
顔を傷つけるフェイスカット、略してフェイカ。

## 用語
1960年代から、アメリカでリストカットが流行し、1972年にはRosenthalらが、wrist-cutting syndromeと初めて記載したとされる。
日本では手首 (wrist) を切る (cut) ことからリストカットと呼ばれる。これを略して「リスカ」と呼ばれることもある。リスカをする者の事は「リストカッター」または「リスカー」と呼ぶことがある。
また、リストカットに関連して、顔を刃物で傷つける行為をフェイスカット、 腕を刃物で傷つける行為をアームカット（略して「アムカ」）、脚を刃物で傷つける行為をレッグカット（略して「レグカ」）という。

## 概説
リストカットは、言語化できない鬱積したストレスの表現方法の一つであるという説がある。ストレスを言語化して相手に伝えられない場合、「行動化」や「身体化」という形でストレスを発露する。「行動化」には歌を歌ったりスポーツをすることなどが分類される。これらは健康な行動化とされるが、その一方で犯罪や非行に走るという形での「行動化」もある。一方で身体化は、円形脱毛症や自律神経失調症など、身体でストレスを表出することで発露する方法である。
「誰かの気を惹くために」行われるアピール的な行動とみられることも多いが、実際のところはそのようなエビデンスは存在せず、むしろ96%以上の人間は自傷を一人きりで行い、誰にも告白せず、ストレスもろとも一人で抱え込むことが多いと指摘されている。
リストカットをしていることの露見を強く恐れる者は、アームカットや腹部など基本的に露出しない部位に対して行うこともある。
リストカット自体の致死性は極めて低い。松本俊彦による調査では、リストカットをする理由として最も多いのは「不快感情への対処」(55%)であり、以下「自殺の意図」(18%)「操作・意思伝達」(18%)「その他」(9%)と続く。
実際、自傷直後に脳内における内因性オピオイドの分泌が急激に高まることを明らかにした研究があり、リストカッターがしばしば証言するように「切ると気分が落ち着く、すっきりする」といった感情的苦痛を変容させる効果があることが示唆されている。
一方、小学校高学年から中学1、2年にかけての若年で始まるリストカットは「自殺の意図」であることが多い。

## 治療
基本的には数多くある自傷行為と同じである。

### 援助の方針
心構えとして、"Respond medically, not emotionally" (感情的に対処せず、医学的に対処せよ) が重要となる。
リストカットのような自傷は見た目のインパクトが強く、目撃者に強い感情を呼び起こし、怖がる、怒る、泣く、叱責するなどの行為を感情的かつ短慮に行ってしまいがちである。
こうした反応は自傷を悪化させ、二次的なアピールを目的としたリスカにすり替わるおそれもある。
そこで、まずは気持ちを落ち着かせ、冷静な外科医のように傷を観察・必要な手当てを粛々と実行し、自傷に至った原因を冷静に推測・分析し、これに対処しなければならない。

### 支援方法
支援者は、リストカットを否定することなく、本人の気持ちやリストカットに至った経緯に丁寧かつ共感的に耳を傾け、リストカットの引き金（原因となっている事柄）を分析していく。そのうえで、信頼関係を維持しながら、原因となっている事柄への対処方法を共同で模索し、心理的苦痛の緩和をサポートする。
また、リストカットしても決して叱責することなくじっくりと話を聞き、辛さや苦しさに共感し寄り添っていく。加えて、ありのままで受け入れられることに気づけるようサポートして心理的な安定を図るとともに、言葉や行動の背後にある心理を理解して援助ニーズに合った援助をする。

### 自傷の治療法・参考文献
- 松本俊彦、「自分を傷つけずにはいられない！」『児童青年精神医学とその近接領域』 57巻 3号 2016年 p.409-414, doi:10.20615/jscap.57.3_409, 日本児童青年精神医学会
- もしも身近な人の自傷に気づいたら- yomiDr. / ヨミドクター（読売新聞）

- 自分を傷つけずにはいられない 自傷から回復するためのヒント -